# Soltan
Pour les articles homonymes, voir Sultan et Sultan (homonymie).
Pour plus de détails, voir Fiche technique et Distribution.
Soltan est un film dramatique iranien écrit et réalisé par Massoud Kimiai et sorti en 1997.
Le film met en vedette Fariborz Arabnia (en) et Hedieh Tehrani dont c'est la première apparition dans une œuvre cinématographique.

## Résumé
Le sac de Maryam, qui contient des documents et des preuves relatifs à 500 mètres d'un jardin appartenant à Maryam, lui est volé à l'aéroport par un pickpocket nommé Nasser Bulbul, qui est le colocataire de Soltan. Maryam retrouve Soltan et l'amour naît entre eux.

## Fiche technique
Sauf indication contraire, les informations mentionnées dans cette section peuvent être confirmées par la base de données cinématographiques IMDb,  présente dans la section « Liens externes ».
- Titre original : Soltan
- Réalisation : Massoud Kimiai
- Scénario : Massoud Kimiai
- Photographie : Asghar Rafijam
- Montage : Rouhollah Emami
- Musique : Karen Homayounfar
- Costumes : Massoud Kimiai
- Production : Massoud Kimiai
- Sociétés de production :
- Pays de production : Iran
- Langue originale : persan
- Format : couleur
- Genre : drame
- Durée : 90 minutes
- Dates de sortie[1] :
  - Iran : 1er février 1997 (Fajr Film Festival)
  - Iran : juillet 1997

## Distribution
Sauf indication contraire, les informations mentionnées dans cette section peuvent être confirmées par la base de données cinématographiques IMDb,  présente dans la section « Liens externes ».
- Fariborz Arabnia (en) : Soltan
- Hedieh Tehrani : Maryam Koohsari
- Hassan Joharchi : Jahanmehr
- Mehdi Khayyami : Salmasi
- Zhaleh Olov : Fakhr-ol-molook
- Poulad Kimiayi : Adel
- Parvin Soleimani : Nane Sormeh (comme Parvin Solaymani)
- Mahmoud Ardalan : Jahansooz
- Reza Kianian : Kaveh
- Kianoosh Gerami : Karam Gerami
- Davoud Amjadi : Nasser Bulbul
- Hossein Hosseinzadeh : Baheri
- Abdollah Shahbazi : Mohseni's attorney
- Ali Asghar Tabasi : Razi
- Mehdi Sabaei :